# Corcóndilo
Corcóndilo (o Corcóndilis) fue un señor bizantino del siglo XIII en el Principado de Acaya, señor de la Gran Arájova. Es el miembro más antiguo conocido de la familia Cladás.
Corcóndilo era comerciante de seda y, durante una feria comercial en Vervena, fue insultado por un noble franco, lo que lo llevó a levantar a los habitantes de Eskorta contra los francos en el año 1296. Con la ayuda de su yerno Anino, quien era almacenista (o guardián de suministros) en el castillo de San Jorge de Eskorta, y de su pariente León Mavropapás, que comandaba un grupo de cien mercenarios turcos, tomaron el castillo en nombre del emperador bizantino. Anino abrió una puerta del castillo durante la noche, por donde entraron los mercenarios de Mavropapás; así lograron capturar la fortaleza y la entregaron a los bizantinos.